# Friedrich Eickenrodt
Friedrich Carl Heinrich Eickenrodt (* 22. August 1808 in Osterholz; † 27. September 1881 in Hannover) war ein deutscher lutherischer Theologe.

## Leben
Eickenrodt war Sohn eines Amtsvogts. Er studierte Theologie und wurde 1839 Pastor in Himmelpforten, 1851 Inspektor am Lehrerseminar in Stade, 1859 Pastor in Oldendorf (Landkreis Stade), 1865 Pastor und Superintendent in Sandstedt und 1868 Geistlicher Rat im Konsistorium in Hannover. Ab 1871 war er zugleich Generalsuperintendent der Generaldiözese Hoya-Diepholz.